# Перестановка циклов
Перестановка циклов (англ. Loop interchange) — оптимизация компилятора при которой меняется порядок итерационных переменных, относящихся к группе вложенных циклов. Итерационная переменная, используемая во внутреннем цикле, перемещается во внешний цикл, и наоборот. Это часто делается, чтобы гарантировать, что элементы многомерных массивов доступны в том порядке, в котором они хранятся в памяти, т.е. для улучшения локальности ссылок.
Например, следующий код:
```
for
 
(
int
 
j
=
0
;
 
j
<
10
;
 
j
++
)

{

  
for
 
(
int
 
i
=
0
;
 
i
<
20
;
 
i
++
)

  
{

    
y
[
i
][
j
]
 
=
 
i
 
+
 
j
;

  
}

}

```

в результате применения оптимизации может быть преобразован в:
```
for
 
(
int
 
i
=
0
;
 
i
<
20
;
 
i
++
)

{

  
for
 
(
int
 
j
=
0
;
 
j
<
10
;
 
j
++
)

  
{

    
y
[
i
][
j
]
 
=
 
i
 
+
 
j
;

  
}

}

```

В отдельных случаях, такое преобразование может создать контекст для дальнейших оптимизаций, например для векторизации.
В то же время, как и любая другая оптимизация компилятора, данная оптимизация может привести к ухудшению производительности. Рассмотрим следующий пример:
```
for
 
(
int
 
i
=
0
;
 
i
<
10
;
 
i
++
)

{

  
for
 
(
int
 
j
=
0
;
 
j
<
20
;
 
j
++
)

  
{

    
a
[
i
]
 
=
 
a
[
i
]
 
+
 
b
[
j
][
i
]
 
*
 
c
[
i
]

  
}

}

```

Применение оптимизации в данном случае может улучшить производительность доступа к b[j][i], однако появятся повторные чтения a[i] и c[i] во внутреннем цикле в течение каждой итерации. В результате, эффективность работы может ухудшиться.